# Pseudosedum
Pseudosedum is een geslacht van succulenten uit de Vetplantenfamilie. De soorten komen voor in Centraal-Azië.

## Soorten
- Pseudosedum acutisepalum
- Pseudosedum bucharicum
- Pseudosedum campanuliflorum
- Pseudosedum condensatum
- Pseudosedum fedtschenkoanum
- Pseudosedum ferganense
- Pseudosedum kamelinii
- Pseudosedum karatavicum
- Pseudosedum koelzii
- Pseudosedum lievenii
- Pseudosedum longidentatum
- Pseudosedum multicaule

Adromischus · Aeonium · Aichryson · Chiastophyllum · Cotyledon · Crassula · Diamorpha · Dudleya · Echeveria · Graptopetalum · Greenovia · Hylotelephium (Hemelsleutel) · Hypagophytum · Jovibarba · Kalanchoe (Kalanchoë) · Lenophyllum · Monanthes · Orostachys · Pachyphytum · Perrierosedum · Phedimus (Vlak vetkruid) · Pistorinia · Prometheum · Pseudosedum · Rhodiola · Rosularia · Sedum (Vetkruid) · Sempervivum (Huislook) · Thompsonella · Tylecodon · Umbilicus · Villadia